# Torneig de les Sis Nacions 2005
El Torneig de les Sis Nacions de 2005 fou la 6a edició del Torneig de les sis nacions des de la incorporació d'Itàlia l'any 2000. Incloent els anteriors formats del torneig, aquesta seria l'edició 111 del torneig de les seleccions més prestigiós de l'hemisferi nord. A diferència de la majoria de les competicions de rugbi que adoptaren el sistema de bonificació, el Sis Nacions no va utilitzar un sistema de punts de bonificació. Els guanyadors dels partits reben dos punts, amb una per a un empat i cap per una pèrdua. El primer criteri de desempat és diferencial de punts.
El 2005, Gal·les va guanyar el Grand Slam, convertint-se en el primer equip a guanyar un Grand Slam jugant més partits fora que a casa, i conseqüentment el torneig i la Triple Corona.

## Participants
Els equips participants foren:
| Nació      | Estadi             | Ciutat     | Entrenador       |
| ---------- | ------------------ | ---------- | ---------------- |
| Anglaterra | Twickenham         | Londres    | Andy Robinson    |
| França     | Stade de France    | Sant-Denis | Bernard Laporte  |
| Irlanda    | Lansdowne Road     | Dublín     | Eddie O'Sullivan |
| Itàlia     | Stadio Flaminio    | Roma       | John Kirwan      |
| Escòcia    | Murrayfield        | Edimburg   | Matt Williams    |
| Gal·les    | Millennium Stadium | Cardiff    | Mike Ruddock     |

## Classificació Final
| Posició | Nació      | Partits | Partits  | Partits | Partits | Punts   | Punts     | Punts      | Punts   | Taula de punts |
| Posició | Nació      | Jugats  | Guanyats | Empats  | Perduts | A Favor | En contra | Diferència | Assaigs | Taula de punts |
| ------- | ---------- | ------- | -------- | ------- | ------- | ------- | --------- | ---------- | ------- | -------------- |
| 1       | Gal·les    | 5       | 5        | 0       | 0       | 151     | 77        | +74        | 17      | 10             |
| 2       | França     | 5       | 4        | 0       | 1       | 134     | 82        | +52        | 13      | 8              |
| 3       | Irlanda    | 5       | 3        | 0       | 2       | 126     | 101       | +25        | 12      | 6              |
| 4       | Anglaterra | 5       | 2        | 0       | 3       | 121     | 77        | +44        | 16      | 4              |
| 5       | Escòcia    | 5       | 1        | 0       | 4       | 84      | 155       | −71        | 8       | 2              |
| 6       | Itàlia     | 5       | 0        | 0       | 5       | 55      | 179       | −124       | 5       | 0              |

## Resultats

### Jornada 1
| França                                                                             | 16 – 9   | Escòcia                         | 5 febrer 2005 14:00 GMT - Stade de France, Saint-Denis, París Assistència: 78,069 espectadors Àrbitre: Nigel Williams (Gal·les) |
| Assaigs: Traille 80+4' c Con.: Michalak Pen.: Delaigue 51', 57' Drop: Delaigue 78' | [Report] | Pen.: Paterson (3) 3', 40', 43' | 5 febrer 2005 14:00 GMT - Stade de France, Saint-Denis, París Assistència: 78,069 espectadors Àrbitre: Nigel Williams (Gal·les) |

| Gal·les                                                  | 11 – 9   | Anglaterra                      | 5 febrer 2005 17:30 GMT - Millennium Stadium, Cardiff Assistència: 74,500 espectadors Àrbitre: Steve Walsh (Nova Zelanda) |
| Assaigs: S. Williams 11' m Pen.: S. Jones 25' Henson 77' | [Report] | Pen.: Hodgson (3) 16', 50', 74' | 5 febrer 2005 17:30 GMT - Millennium Stadium, Cardiff Assistència: 74,500 espectadors Àrbitre: Steve Walsh (Nova Zelanda) |

| Itàlia                                                                        | 17 – 28  | Irlanda                                                                                             | 6 febrer 2005 14:30 GMT - Stadio Flaminio, Roma Assistència: 24,026 espectadors Àrbitre: Paddy O'Brien (Nova Zelanda) |
| Assaigs: Castrogiovanni 80+7' m Pen.: Orquera 8' de Marigny (3) 38', 44', 63' | [Report] | Assaigs: Murphy 29' m Stringer 50' c Hickie 80+2' c Con.: O'Gara (2) Pen.: O'Gara (3) 22', 55', 79' | 6 febrer 2005 14:30 GMT - Stadio Flaminio, Roma Assistència: 24,026 espectadors Àrbitre: Paddy O'Brien (Nova Zelanda) |

### Jornada 2
| Itàlia                                      | 8 – 38 | Gal·les | 12 febrer 2005 13:30 GMT - Stadio Flaminio, Roma Assistència: 24,800 espectadors Àrbitre: Andrew Cole (Austràlia) |
| Assaigs: Orquera 11' m Pen.: de Marigny 45' |        | Assaigs: J. Thomas 5' c Shanklin 22' m M. Williams 40+4' c Cockbain 56' c S. Williams 60' c Sidoli 77' m Con.: S. Jones (4) | 12 febrer 2005 13:30 GMT - Stadio Flaminio, Roma Assistència: 24,800 espectadors Àrbitre: Andrew Cole (Austràlia) |

| Escòcia                                                  | 13 – 40  | Irlanda | 12 febrer 2005 16:00 GMT - Murrayfield Stadium, Edimburg Assistència: 64,826 espectadors Àrbitre: Joël Jutge (France) |
| Assaigs: Southwell 13' m Petrie 60' m Pen.: Paterson 10' | [Report] | Assaigs: O'Kelly 25' c O'Connell 40+2' m Hickie 44' c Hayes 75' m Duffy 80+2' c Con.: O'Gara (2) Humphreys Pen.: O'Gara (3) 19', 39', 50' | 12 febrer 2005 16:00 GMT - Murrayfield Stadium, Edimburg Assistència: 64,826 espectadors Àrbitre: Joël Jutge (France) |

| Anglaterra                                                              | 17 – 18  | França                                         | 13 febrer 2005 15:00 GMT - Twickenham Stadium, Londres Assistència: 82,000 espectadors Àrbitre: Paddy O'Brien (Nova Zelanda) |
| Assaigs: Barkley 19' c Lewsey 36' c Con.: Hodgson (2) Pen.: Hodgson 27' | [Report] | Pen.: Yachvili (6) 5', 30', 55', 61', 68', 75' | 13 febrer 2005 15:00 GMT - Twickenham Stadium, Londres Assistència: 82,000 espectadors Àrbitre: Paddy O'Brien (Nova Zelanda) |

### Jornada 3
| Escòcia                                          | 18 – 10  | Itàlia                                                      | 26 febrer 2005 14:00 GMT - Murrayfield Stadium, Edimburg Assistència: 63,823 espectadors Àrbitre: Stuart Dickinson (Austràlia) |
| Pen.: Paterson (6) 5', 33', 51', 54', 76', 80+2' | [Report] | Assaigs: Masi 80+6' c Con.: de Marigny Pen.: de Marigny 23' | 26 febrer 2005 14:00 GMT - Murrayfield Stadium, Edimburg Assistència: 63,823 espectadors Àrbitre: Stuart Dickinson (Austràlia) |

| França                                                                                     | 18 – 24  | Gal·les | 26 febrer 2005 16:00 GMT - Stade de France, Saint-Denis, París Assistència: 80,000 espectadors Àrbitre: Paul Honiss Nova Zelanda |
| Assaigs: Yachvili 4' c Rougerie 14' m Con.: Yachvili Pen.: Yachvili 28' Drop: Michalak 65' | [Report] | Assaigs: M. Williams (2) 42' c, 45' m Con.: S. Jones Pen.: S. Jones (3) 26', 40+5', 68' Drop: S. Jones 75' | 26 febrer 2005 16:00 GMT - Stade de France, Saint-Denis, París Assistència: 80,000 espectadors Àrbitre: Paul Honiss Nova Zelanda |

| Irlanda                                                                                   | 19 – 13  | Anglaterra                                                            | 27 febrer 2005 15:00 GMT - Lansdowne Road, Dublín Assistència: 49,000 espectadors Àrbitre: Jonathan Kaplan (Sud-àfrica) |
| Assaigs: O'Driscoll 59' c Con.: O'Gara Pen.: O'Gara (2) 10', 13' Drop: O'Gara (2) 4', 35' | [Report] | Assaigs: Corry 7' c Con.: Hodgson Pen.: Hodgson 26' Drop: Hodgson 57' | 27 febrer 2005 15:00 GMT - Lansdowne Road, Dublín Assistència: 49,000 espectadors Àrbitre: Jonathan Kaplan (Sud-àfrica) |

### Jornada 4
| Irlanda                                                                   | 19 – 26  | França | 12 març 2005 13:30 GMT - Lansdowne Road, Dublín Assistència: 48,452 espectadors Àrbitre: Tony Spreadbury (Anglaterra) |
| Assaigs: O'Driscoll 77' c Con.: O'Gara Pen.: O'Gara (4) 9', 21', 28', 49' | [Report] | Assaigs: Dominici (2) 31' m, 80+3' m Baby 36' c Con.: Yachvili Pen.: Yachvili (2) 23', 64' Drop: Delaigue 12' | 12 març 2005 13:30 GMT - Lansdowne Road, Dublín Assistència: 48,452 espectadors Àrbitre: Tony Spreadbury (Anglaterra) |

| Anglaterra | 39 – 7   | Itàlia                             | 12 març 2005 16:00 GMT - Twickenham Stadium, Londres Assistència: 81,736 espectadors Àrbitre: Mark Lawrence (Sud-àfrica) |
| Assaigs: Cueto (3) 10' c, 40+7' m, 69' m Thompson 40+3' c Balshaw 65' m Hazell 80+8' c Con.: Hodgson (2) Andy Goode Pen.: Hodgson 7' | [Report] | Assaigs: Troncon 46' c Con.: Peens | 12 març 2005 16:00 GMT - Twickenham Stadium, Londres Assistència: 81,736 espectadors Àrbitre: Mark Lawrence (Sud-àfrica) |

| Escòcia                                                                                   | 22 – 46  | Gal·les | 13 març 2005 15:00 GMT - Murrayfield Stadium, Edimburg Assistència: 67,274 espectadors Àrbitre: Jonathan Kaplan (Sud-àfrica) |
| Assaigs: Craig 54' c R. Lamont 71' m Paterson 74' c Con.: Paterson (2) Pen.: Paterson 24' | [Report] | Assaigs: R. Jones 4' c R. Williams (2) 10' c, 50' m S. Williams 14' c Morgan (2) 29' c, 40+3' c Con.: S. Jones (5) Pen.: S. Jones (2) 19', 78' | 13 març 2005 15:00 GMT - Murrayfield Stadium, Edimburg Assistència: 67,274 espectadors Àrbitre: Jonathan Kaplan (Sud-àfrica) |

### Jornada 5
| Itàlia                                                       | 13 – 56  | França | 19 març 2005 13:00 GMT - Stadio Flaminio, Roma Assistència: 23,638 espectadors Àrbitre: Donal Courtney (Irlanda) |
| Assaigs: Robertson 28' c Con.: Peens Pen.: Peens (2) 3', 43' | [Report] | Assaigs: Nyanga 11' c Jauzion 18' c Laharrague 40+2' c Marty (2) 70' c, 80+2' m Lamboley 75' c Mignoni 80+4' c Con.: Yachvili (4) Michalak (2) Pen.: Yachvili (3) 8', 52', 54' | 19 març 2005 13:00 GMT - Stadio Flaminio, Roma Assistència: 23,638 espectadors Àrbitre: Donal Courtney (Irlanda) |

| Gal·les | 32 – 20  | Irlanda                                                                        | 19 març 2005 15:30 GMT - Millennium Stadium, Cardiff Assistència: 74,376 espectadors Àrbitre: Chris White (Anglaterra) |
| Assaigs: Jenkins 17' c Morgan 61' c Con.: S. Jones (2) Pen.: Henson 24' S. Jones (4) 33', 43', 51', 74' Drop: Henson 13' | [Report] | Assaigs: Horan 69' c Murphy 77' c Con.: Humphreys (2) Pen.: O'Gara (2) 3', 37' | 19 març 2005 15:30 GMT - Millennium Stadium, Cardiff Assistència: 74,376 espectadors Àrbitre: Chris White (Anglaterra) |

| Anglaterra                                                                                                   | 43 – 22  | Escòcia                                                                                   | 19 març 2005 18:00 GMT - Twickenham Stadium, Londres Assistència: 82,000 espectadors Àrbitre: Alain Rolland (Irlanda) |
| Assaigs: Noon (3) 14' c, 25' c, 78' m Worsley 29' m Lewsey 40+1' c Ellis 49' c Cueto 72' m Con.: Hodgson (4) | [Report] | Assaigs: S. Lamont 40+8' c Craig 46' c Taylor 51' m Con.: Paterson (2) Pen.: Paterson 23' | 19 març 2005 18:00 GMT - Twickenham Stadium, Londres Assistència: 82,000 espectadors Àrbitre: Alain Rolland (Irlanda) |

## Scorers
| Màxim anotador d'assaigs |                 |        |            |
| Pos                      | Nom             | Assaig | Nació      |
| 1                        | Mark Cueto      | 4      | Anglaterra |
| 2                        | Kevin Morgan    | 3      | Gal·les    |
| 2                        | Jamie Noon      | 3      | Anglaterra |
| 2                        | Martyn Williams | 3      | Gal·les    |
| 2                        | Shane Williams  | 3      | Gal·les    |

| Pos | Nom              | Punts | Nació   |
| --- | ---------------- | ----- | ------- |
| 1   | Ronan O'Gara     | 60    | Irlanda |
| 2   | Stephen Jones    | 57    | Gal·les |
| 3   | Dimitri Yachvili | 53    | França  |
| 4   | Chris Paterson   | 49    | Escòcia |

1. ↑  «Six Nations roll of honour» (en anglès).  Londres:  British Broadcasting Corporation. [Consulta: 20 març 2015].
2. ↑   «Six Nations rugby 2005» (en anglès).  [Consulta: 23 abril 2015].